# Olhá SIC
Olhá SIC é um talk show português, da SIC, emitido, inicialmente, nas manhãs de domingo. Posteriormente, começou a ser transmitido nas tardes de sábado, com imagens repetidas de momentos vividos por cantores no canal.
O programa estreou a 7 de fevereiro de 2021 e terminou a 26 de março de 2023, sem qualquer aviso prévio e/ou explicação por parte do canal.
O programa regressou à antena a 28 de outubro de 2023, com a denominação Olhá SIC Com Quim Barreiros, somente com imagens repetidas das passagens do cantor pelo canal. 
A partir da referida data e até 16 de dezembro do mesmo ano, o programa passou a ser emitido neste modelo. Posteriormente, a partir de 17 de fevereiro de 2024, o Olhá SIC volta a ser emitido neste moldes. 
Esporadicamente o programa é transmitido em direto para emissões especiais.

## Formato
‘Olhá SIC’, o programa das manhãs de domingo, promete trazer muita alegria e boa disposição.
Conduzido, inicialmente, por João Paulo Sousa, Raquel Tavares e Débora Monteiro, ‘Olhá SIC’ vai trazer semanalmente ao ecrã da SIC muitos convidados e muita música, puro entretenimento nas manhãs de domingo.
Durante o Euro 2020, que decorreu entre junho e julho de 2021, o programa ganhou o nome "Olhá SIC com a Seleção".
Durante o mês de dezembro de 2021 o programa ganhou o nome de "Olhó Natal".
Durante o Campeonato Mundial de Futebol, em novembro e dezembro de 2022, o programa voltou a denominar-se "Olhá SIC com a Seleção".
De 28 de outubro a 25 de novembro de 2023, o programa regressou à antena para emitir, a cada semana, momentos de um determinado cantor, pelos mais variados programas do canal, através da designação "Olhá SIC Com...".
Em 2024, no dia da final da Taça da Liga, transmitida pela SIC, foi exibida, durante toda a tarde, uma emissão do programa, denominada "Olhá SIC...na Taça!", em direto de Leiria e apresentada por Fátima Lopes, Iva Lamarão, João Paulo Sousa e Miguel Costa.

## Apresentadores
| Nome              | Período                   |
| ----------------- | ------------------------- |
| Débora Monteiro   | 2021 - 2022 / 2025        |
| João Paulo Sousa  | 2021 - 2023 / 2024 / 2025 |
| Raquel Tavares    | 2021 - 2022               |
| Miguel Costa      | 2021 - 2023 / 2024        |
| Cláudia Borges    | 2022 - 2023               |
| Iva Lamarão       | 2022 - 2023 / 2024        |
| José Figueiras    | 2022 - 2023               |
| Melânia Gomes     | 2022 - 2023               |
| Fabiana Cruz      | 2023                      |
| Maria Dominguez   | 2023                      |
| João Baião        | 2023                      |
| Andreia Rodrigues | 2023                      |
| Mónica Sintra     | 2023                      |
| Fátima Lopes      | 2024                      |
| Fernando Rocha    | 2025                      |

## Emissões
- 14 de novembro de 2021: João Paulo Sousa, Débora Monteiro e Miguel Costa

- 13 de março de 2022: João Paulo Sousa, Débora Monteiro e Raquel Tavares

- 10 de abril de 2022: Débora Monteiro e Raquel Tavares

- 8 de maio de 2022: João Paulo Sousa, Débora Monteiro e Raquel Tavares

- 22 de maio de 2022: João Paulo Sousa, Débora Monteiro e Raquel Tavares

- 3 de julho de 2022: Débora Monteiro, Raquel Tavares e Cláudia Borges

- 17 de julho de 2022: Débora Monteiro, Raquel Tavares e Cláudia Borges

- 24 de julho de 2022: Raquel Tavares e Miguel Costa

- 31 de julho de 2022: Débora Monteiro, Raquel Tavares e Iva Lamarão

- 7 de agosto de 2022: Débora Monteiro, Raquel Tavares e José Figueiras

- 21 de agosto de 2022: Débora Monteiro, João Paulo Sousa e Raquel Tavares

- 28 de agosto de 2022: Débora Monteiro, João Paulo Sousa e Melânia Gomes

- 4 de setembro de 2022: Cláudia Borges, Iva Lamarão e Miguel Costa

- 11 de setembro de 2022: Débora Monteiro, João Paulo Sousa e Iva Lamarão

- 18 de setembro de 2022: Débora Monteiro, João Paulo Sousa e Cláudia Borges

- 24 de setembro de 2022: Débora Monteiro, Cláudia Borges e José Figueiras

- 2 de outubro de 2022: Cláudia Borges, Iva Lamarão e José Figueiras

- 9 de outubro de 2022: Débora Monteiro, João Paulo Sousa e Iva Lamarão

- 16 de outubro de 2022: Débora Monteiro, Cláudia Borges e Miguel Costa

- 23 de outubro de 2022: Débora Monteiro, João Paulo Sousa e Cláudia Borges

- 6 de novembro de 2022: Débora Monteiro, João Paulo Sousa, Melânia Gomes e Iva Lamarão

- 13 de novembro de 2022: Débora Monteiro, João Paulo Sousa, Melânia Gomes e Cláudia Borges

- 20 de novembro de 2022: Débora Monteiro, João Paulo Sousa, Melânia Gomes e Iva Lamarão

- 27 de novembro de 2022: João Paulo Sousa, Miguel Costa, Cláudia Borges e Iva Lamarão

- 4 de dezembro de 2022: João Paulo Sousa, Melânia Gomes, Cláudia Borges e Iva Lamarão

- 10 de dezembro de 2022: Débora Monteiro, Cláudia Borges, Iva Lamarão e Miguel Costa

- 11 de dezembro de 2022: João Paulo Sousa, Débora Monteiro, Cláudia Borges e Iva Lamarão

2023
- 8 de janeiro de 2023: João Paulo Sousa, Cláudia Borges, Miguel Costa e Fabiana Cruz

- 15 de janeiro de 2023: João Paulo Sousa, Miguel Costa, Iva Lamarão e Maria Dominguez

- 22 de janeiro de 2023: João Paulo Sousa, Miguel Costa, Iva Lamarão e Fabiana Cruz

- 5 de fevereiro de 2023: João Paulo Sousa, Miguel Costa, Iva Lamarão e Maria Dominguez

- 12 de fevereiro de 2023: Miguel Costa, Cláudia Borges, Iva Lamarão e Maria Dominguez

- 19 de fevereiro de 2023: João Paulo Sousa, Iva Lamarão, Melânia Gomes e João Baião

- 26 de fevereiro de 2023: Melânia Gomes, José Figueiras e Andreia Rodrigues

- 5 de março de 2023: Miguel Costa, Iva Lamarão e José Figueiras

- 12 de março de 2023: Miguel Costa, Iva Lamarão, José Figueiras e Mónica Sintra

- 19 de março de 2023: Miguel Costa, Iva Lamarão e Cláudia Borges

- 26 de março de 2023: Miguel Costa, Iva Lamarão e Cláudia Borges

- 28 de outubro de 2023: Olhá SIC Com Quim Barreiros

- 4 de novembro de 2023: Olhá SIC Com Emanuel

- 11 de novembro de 2023: Olhá SIC Com Marco Paulo

- 18 de novembro de 2023: Olhá SIC Com Toy

- 25 de novembro de 2023: Olhá SIC Com Ágata

- 9 e 16 de dezembro de 2023: Olhá SIC Especial de Natal

2024
- 27 de janeiro de 2024 (Olhá SIC...na Taça!): Fátima Lopes, Iva Lamarão, João Paulo Sousa e Miguel Costa

- 10 de fevereiro de 2024: Olhá SIC Especial Carnaval

- 17 de fevereiro de 2024: Olhá SIC Com Quim Barreiros

- 2 de março de 2024: Olhá SIC Com José Malhoa

- 23 de março de 2024: Olhá SIC Especial Primavera

- 6 de abril de 2024: Olhá SIC Com Emanuel

- 13 de abril de 2024: Olhá SIC Rainhas da Música Popular

- 25 de maio de 2024: Olhá SIC Com Toy

- 8 de junho de 2024: Olhá SIC - Arraial Popular

- 29 de junho de 2024: Olhá SIC Com Quim Barreiros (6:15 às 9:00)

- 6 de julho de 2024: Olhá SIC Especial de Verão

- 31 de agosto de 2024: Olhá SIC Especial Roberto Leal

- 26 de outubro de 2024: Olhá SIC Até Sempre, Marco Paulo

- 2 de novembro de 2024: Olhá SIC Especial Halloween

- 16 de novembro de 2024: Olhá SIC - Grandes Artistas

- 30 de novembro de 2024: Olhá SIC Especial Natal

- 7 de dezembro de 2024: Olhá SIC Especial Natal

- 14 de dezembro de 2024: Olhá SIC Especial Natal

2025
- 11 de janeiro de 2025 (Olhá SIC...na Taça!): Débora Monteiro, João Paulo Sousa e Fernando Rocha